# Hala Boracza

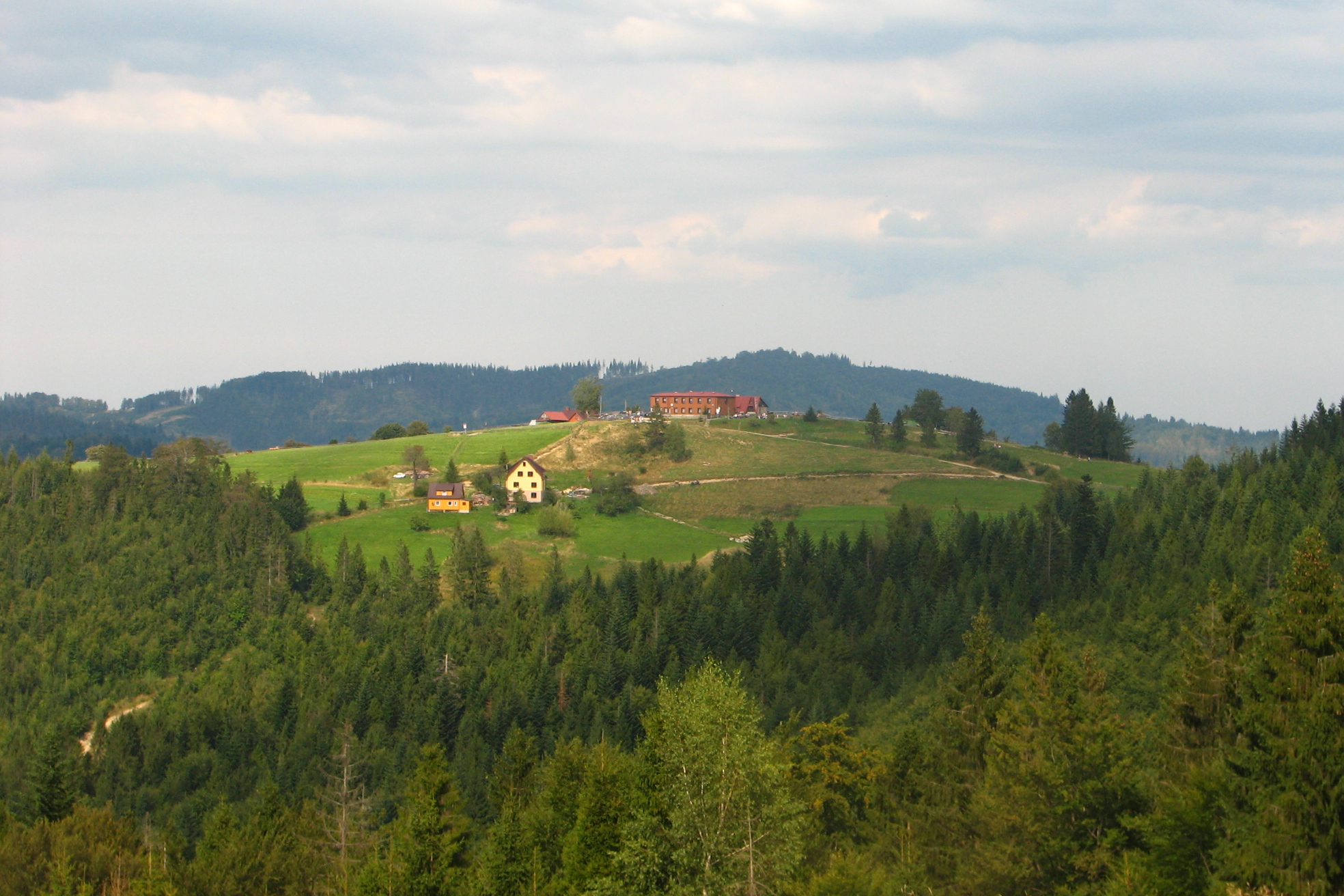
Hala Boracza i schronisko PTTK

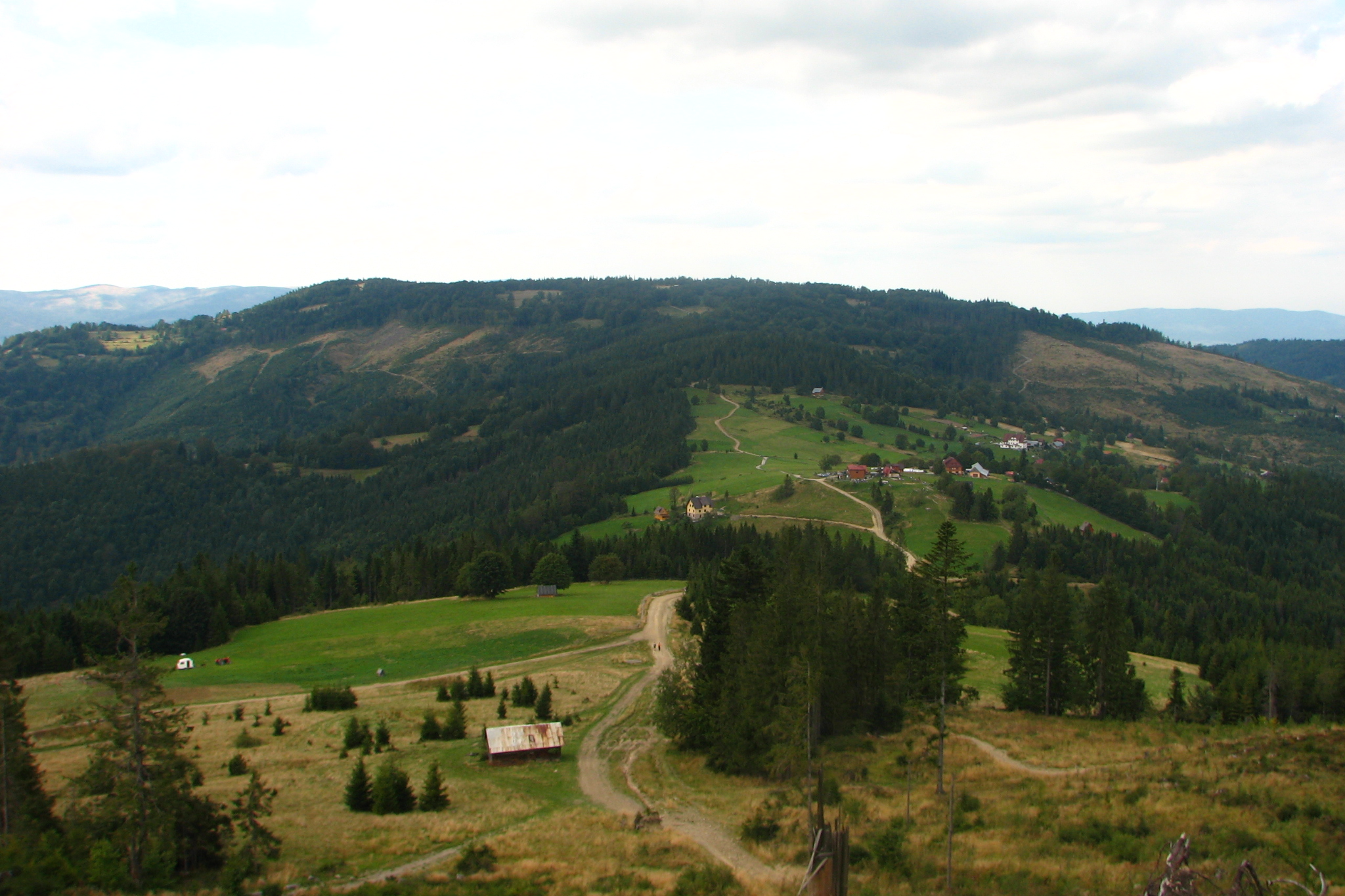
Hala Boracza i widok na Prusów

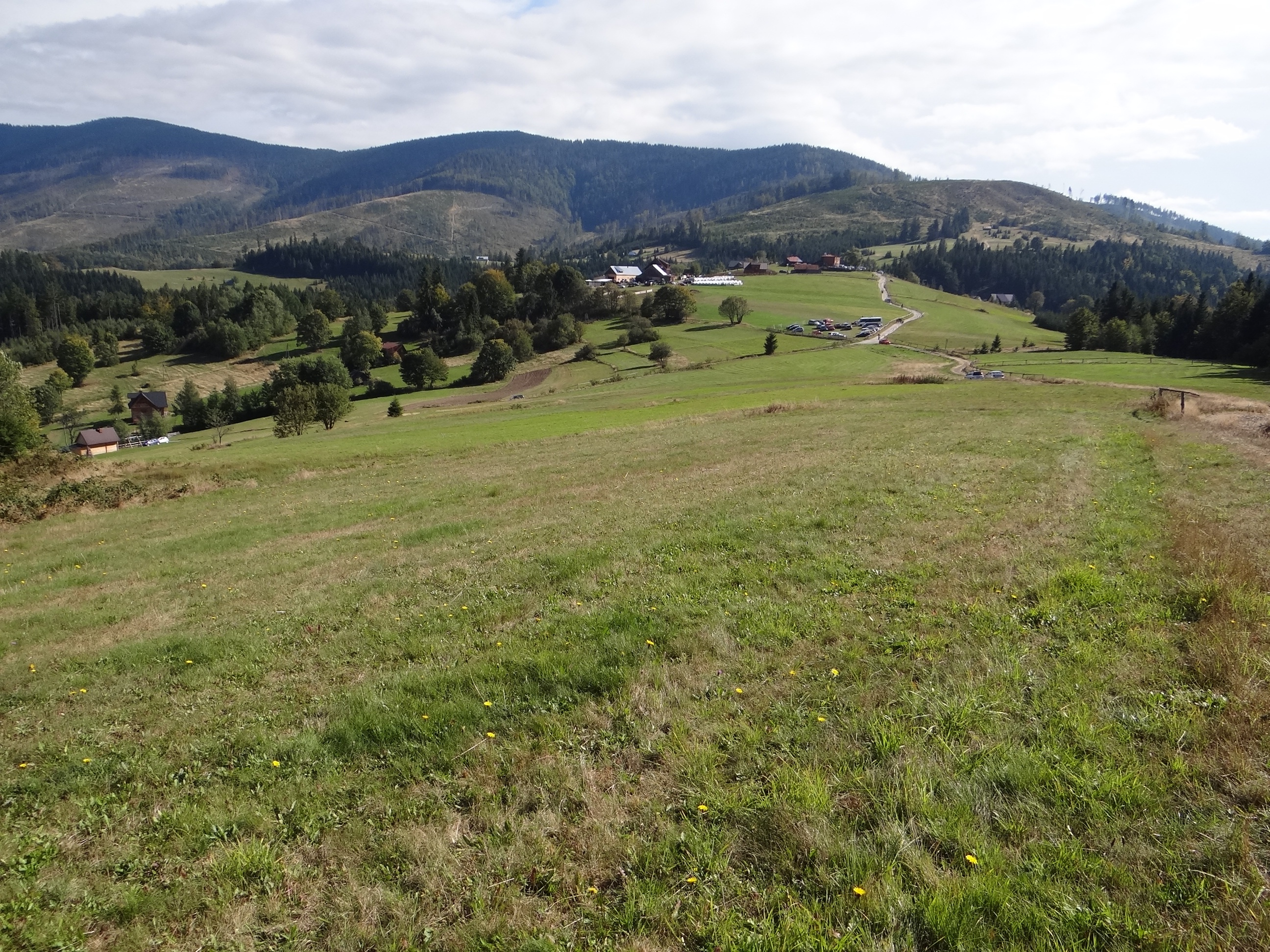
Hala Boracza

Hala Boracza – hala pasterska w Beskidzie Żywiecko-Orawskim w Grupie Lipowskiego Wierchu i Romanki, na przełęczy o wysokości około 860 m, pomiędzy szczytem Prusowa (1010 m) a wierzchołkiem 998 m na północno-zachodnim grzbiecie Redykalnego Wierchu. Hala zajmuje siodło tej przełęczy, opada też dość nisko w północno-wschodnim kierunku do doliny Żabniczanki i w zachodnim do doliny Milowskiego Potoku.
Nazwa hali pochodzi najprawdopodobniej od nazwiska właściciela, w okolicach występuje bowiem nazwisko Borak. Przez halę biegnie granica między miejscowościami Milówka (stok południowo-zachodni) i Żabnica. Na hali w granicach Żabnicy znajduje się niewielkie osiedle oraz schronisko PTTK na Hali Boraczej. Zostało wybudowane w 1926 przez Żydowskie Towarzystwo Sportowe „Makkabi” z Bielska. Odbudowane w 1932 po pożarze (według innej wersji wybudowano nowy obiekt, gdyż stary był za mały). Od 1946 ponownie udostępnione turystom – najpierw przez Polskie Towarzystwo Tatrzańskie, a następnie Polskie Towarzystwo Turystyczno-Krajoznawcze.
Dawniej rejon Hali Boraczej pokrywały pola uprawne. Uprawiano głównie owies i ziemniaki. Pozostałością po nich są liczne kupy zbieranych z pól kamieni, które składowano z reguły pod jarzębinami. Po zaprzestaniu uprawy dawne pola zarosły roślinnością trawiastą, wśród której wyróżnia się około 40-60 gatunków roślin kwiatowych. Wiosną masowo zakwita rzeżucha łąkowa. Dzięki środkom z „Programu aktywizacji gospodarczej oraz zachowania dziedzictwa kulturowego Beskidów i Jury Krakowsko-Częstochowskiej OWCA plus” objęta została wypasem owiec.
W rejonie hali znajduje się najbardziej znana jaskinia Beskidu Żywieckiego – Jaskinia w Boraczej i węzeł 6 szlaków turystycznych. Hala jest dobrym punktem widokowym na Grupę Romanki i Lipowskiego Wierchu, Suchą Górę oraz doliny Żabniczanki i Soły.
Nazwą Hala Boracza obejmuje się trawiaste obszary w rejonie przełęczy, oprócz tej hali w pobliżu jest jeszcze hala Cukiernica Niżna położona za niewielkim pasem lasu na grzbiecie Redykalnego Wierchu oraz położone niżej polana i osiedle Studzianka.

## Szlaki piesze na Halę Boraczą
– z Węgierskiej Górki przez Prusów – 3 h, 2:0 h
 – z Żabnicy Skałki – 1:10 h, 50 min
 – z Milówki – 2:15 h, 1:45 h
 – z Rajczy – 3 h, 2 h
  – z Rajczy przez Halę Redykalną – 4 h, 3:15 h
 – z hali Lipowskiej – 1:30 h, 2 h.